# Quai de la Rapée (Métro Paris)

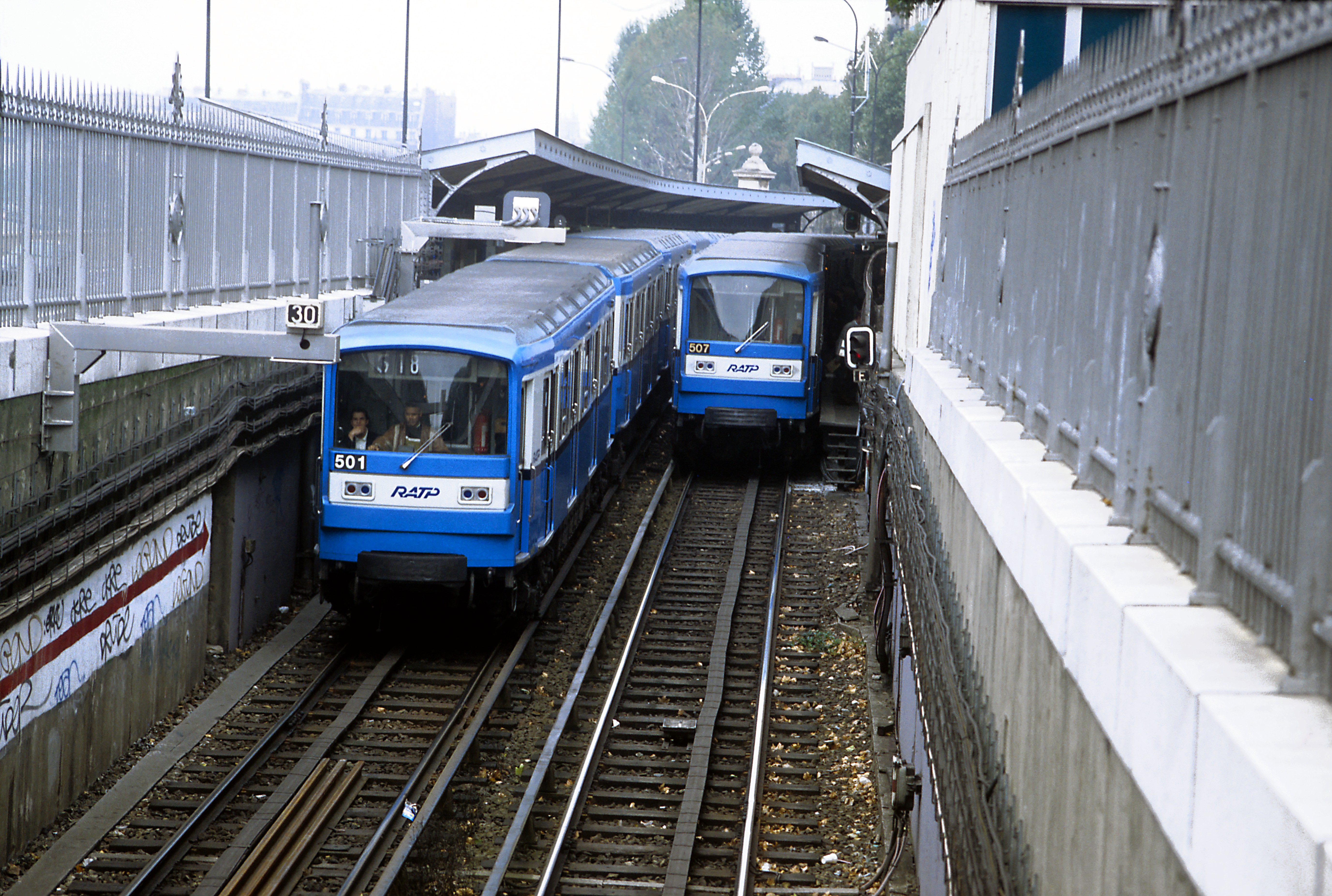
Südlicher Bahnhofskopf mit Zügen der Baureihe MF 67 in königsblau-weißer Lackierung, 1992

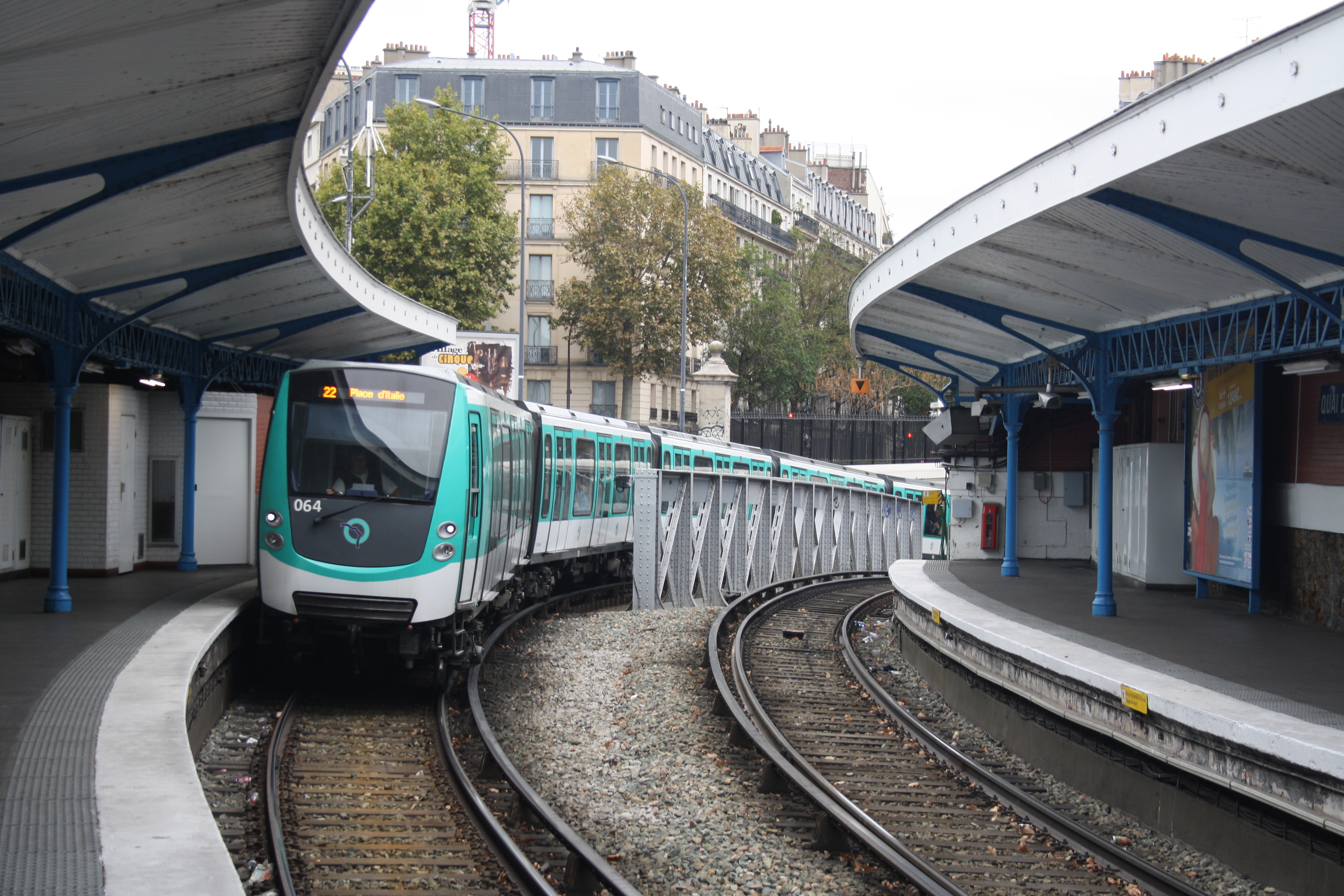
Zug der Baureihe MF 01 am Bahnsteig Richtung Place d’Italie

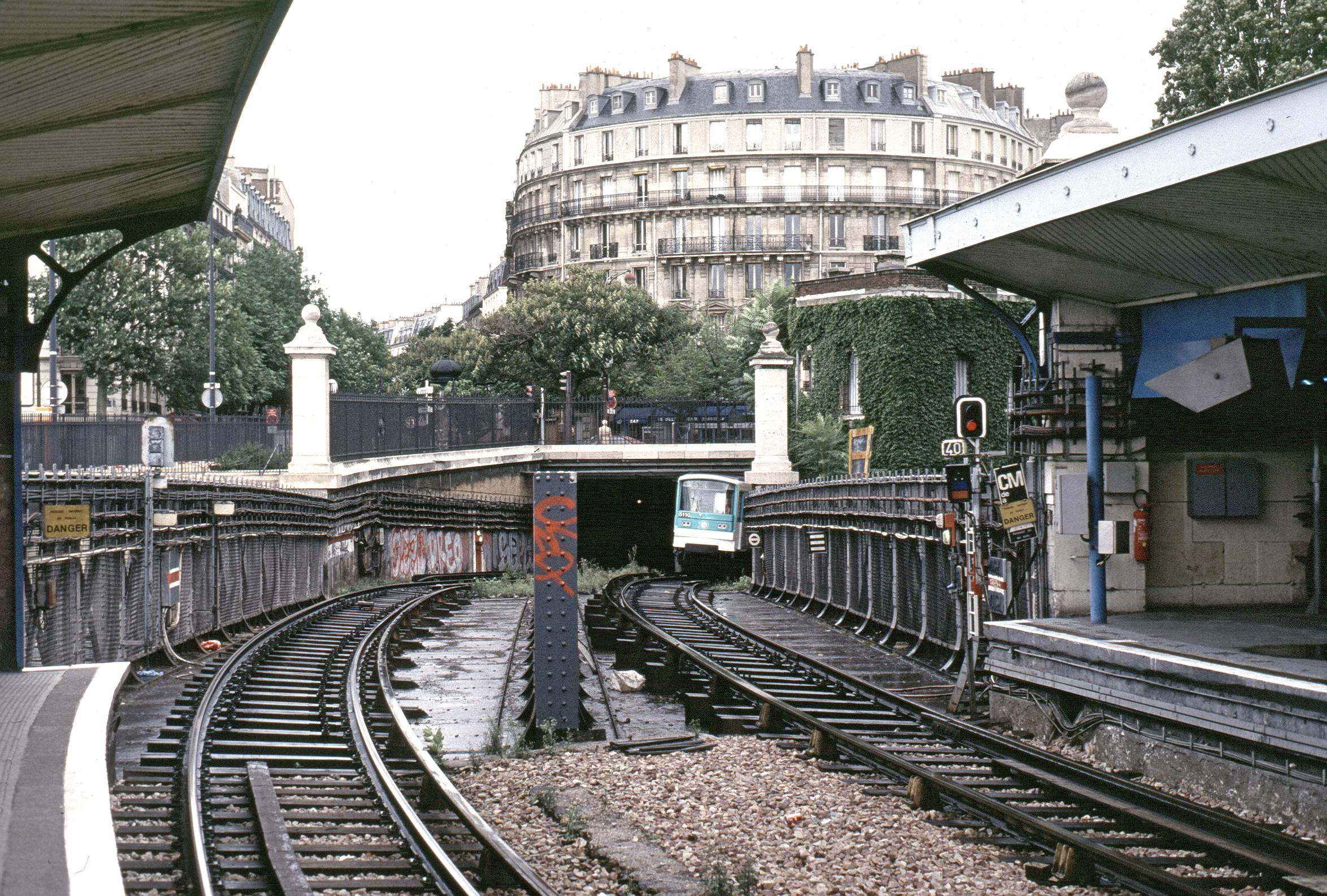
Brücke über den Canal Saint-Martin und in den Tunnel einfahrender Zug der Baureihe MF 67, 1994

Quai de la Rapée [kɛ d(ə) la ʁape] ist eine oberirdische Station der Linie 5 der Pariser Métro.

## Lage
Die Station liegt zwischen den Straßen Voie Mazas und Quai de la Rapée am Hang des Nordufers der Seine im Quartier des Quinze-Vingts des 12. Arrondissements von Paris.

## Name
Namengebend ist seit dem 1. Juni 1916 die am Seineufer verlaufende Straße Quai de la Rapée. Dort lag das ehemalige Gut Râpée des Sieur de la Rapée, eines Kriegsministers Ludwigs XV.
Zunächst trug die Station den Namen „Place Mazas“, da sie am Westrand des gleichnamigen Platzes liegt. Die Place Mazas ist nach Jacques François Marc Mazas, einem französischen General (1765–1805), benannt. Am 15. Oktober 1907 wurde sie in „Pont d’Austerlitz“ umbenannt. Die nahe Straßenbrücke Pont d’Austerlitz über die Seine hat ihren Namen von der Schlacht bei Austerlitz, während der Mazas ums Leben kam.

## Geschichte
Die Station wurde am 13. Juli 1906 mit der Eröffnung der von Gare d’Austerlitz kommenden Strecke in Betrieb genommen und war vorübergehend Endpunkt der Linie 5. Von dort führt ein Gleis nach Gare de Lyon, das während der ersten zwei Wochen von Pendelzügen befahren wurde. Viereinhalb Monate lang wurde diese eingleisige Strecke dann von den Zügen der Linie 5, die in der Station Place Mazas die Fahrtrichtung änderten, genutzt. Am 17. Dezember 1906 wurde die Linie 5 bis zur Station Lancry (seit 1946 Jacques Bonsergent) verlängert und die Station Place Mazas wurde zum Durchgangsbahnhof. Der direkte Verkehr nach Gare de Lyon wurde aufgegeben, dieser U-Bahnhof war fortan über den Umsteigebahnhof Bastille erreichbar.
Während des Seinehochwassers wurde die Station am 21. Januar 1910 vollständig überflutet.

## Beschreibung
Die Station ist 75 m lang, die Oberkante der Schienen liegt in einer Höhe von 35,71 m über dem Meeresspiegel. Zwei in voller Länge überdachte Seitenbahnsteige liegen an zwei Streckengleisen. Sie liegt auf einem gemauerten Damm längs der Seine, an ihrem nördliche Ende geht sie in eine Kurve über. Unmittelbar nach der Station wird dort auf dem Pont-métro Morland die Schleuse Écluse de l‘Arsenal des Canal Saint-Martin überquert. Anschließend verschwindet die Strecke unter dem Boulevard Bourdon.
In Richtung Süden unterquert die Strecke in einem kurzen Tunnel die Zufahrt zum Pont d’Austerlitz. Dort zweigt vom rechten Streckengleis das Betriebsgleis nach Gare de Lyon aus und unterquert die Strecke kurz darauf. Anschließend steigt die Trasse der Linie 5 auf dem Viaduc du Quai de la Rapée mit einer Steigung von 40 ‰ über das Straßenniveau hinaus an und erreicht nach einer scharfen Rechtskurve mit einem 90-Grad-Winkel und einem Radius von 75 m den Viaduc d’Austerlitz.
Es gibt nur einen Ausgang, er führt auf die Place Mazas. Er ist in einem modernen Gebäude untergebracht.

## Anmerkungen

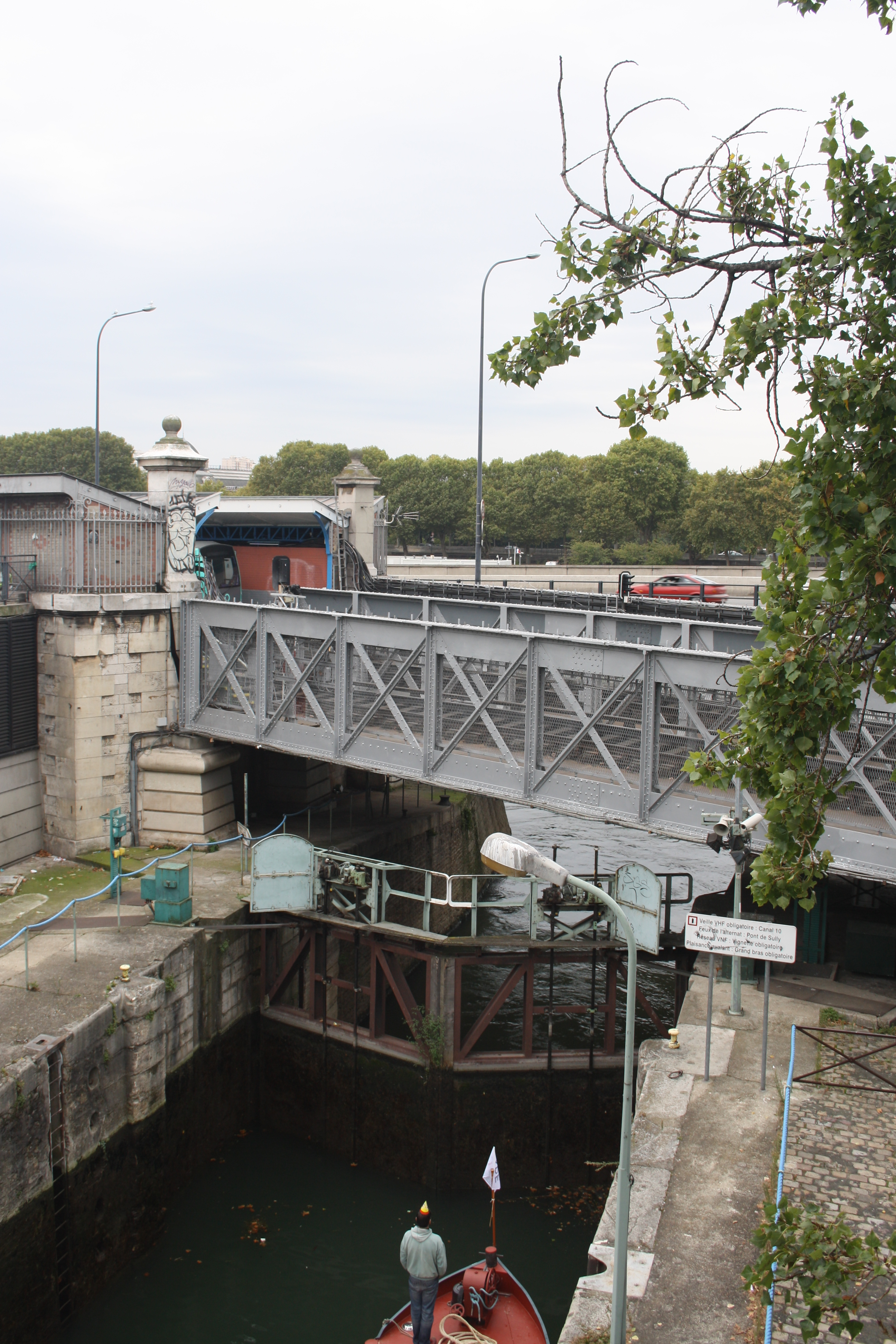
Brücke Pont-métro Morland über der Schleuse Écluse de l‘Arsenal am Nordkopf der Station
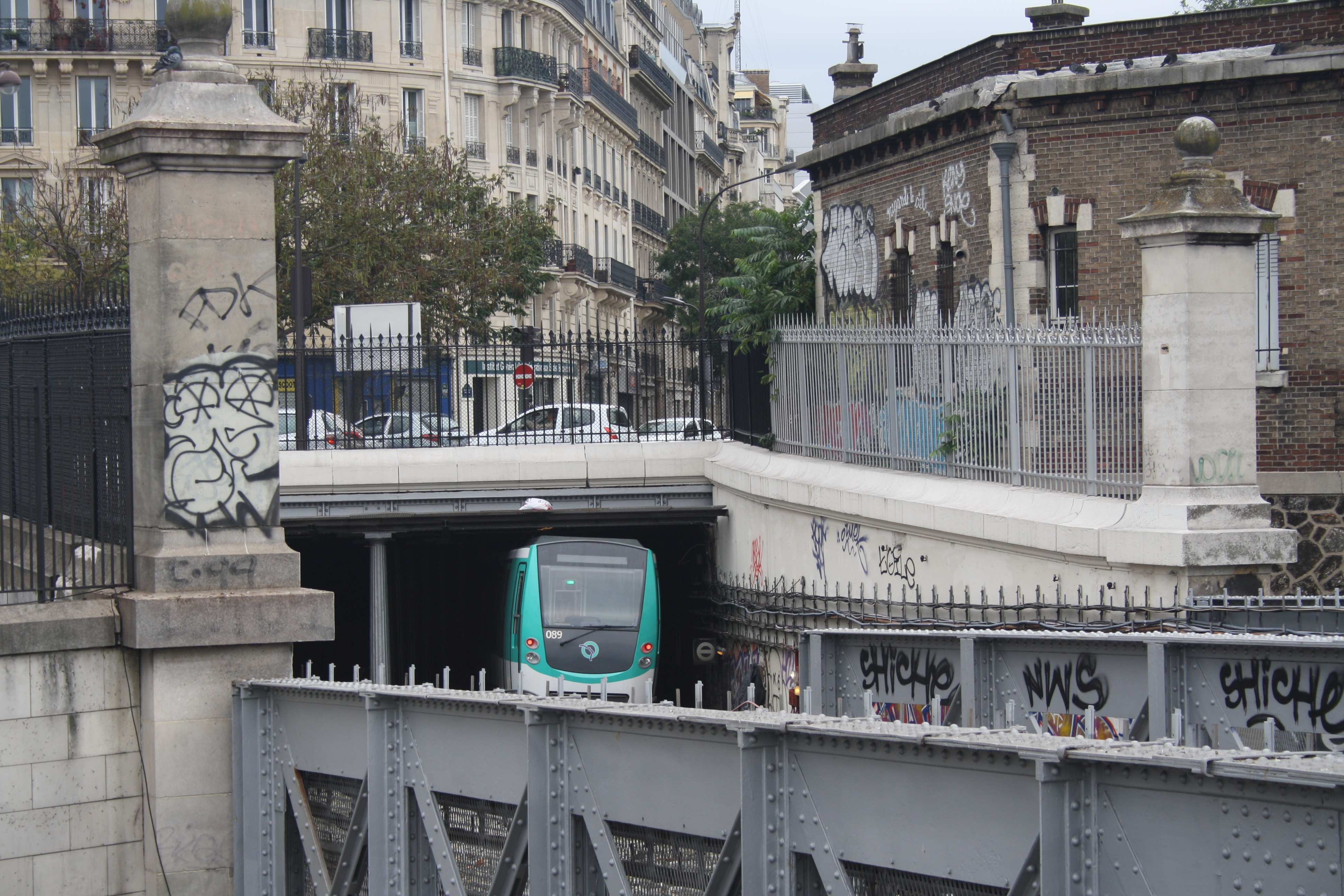
Nördlicher Tunnelmund am Boulevard Bourdon
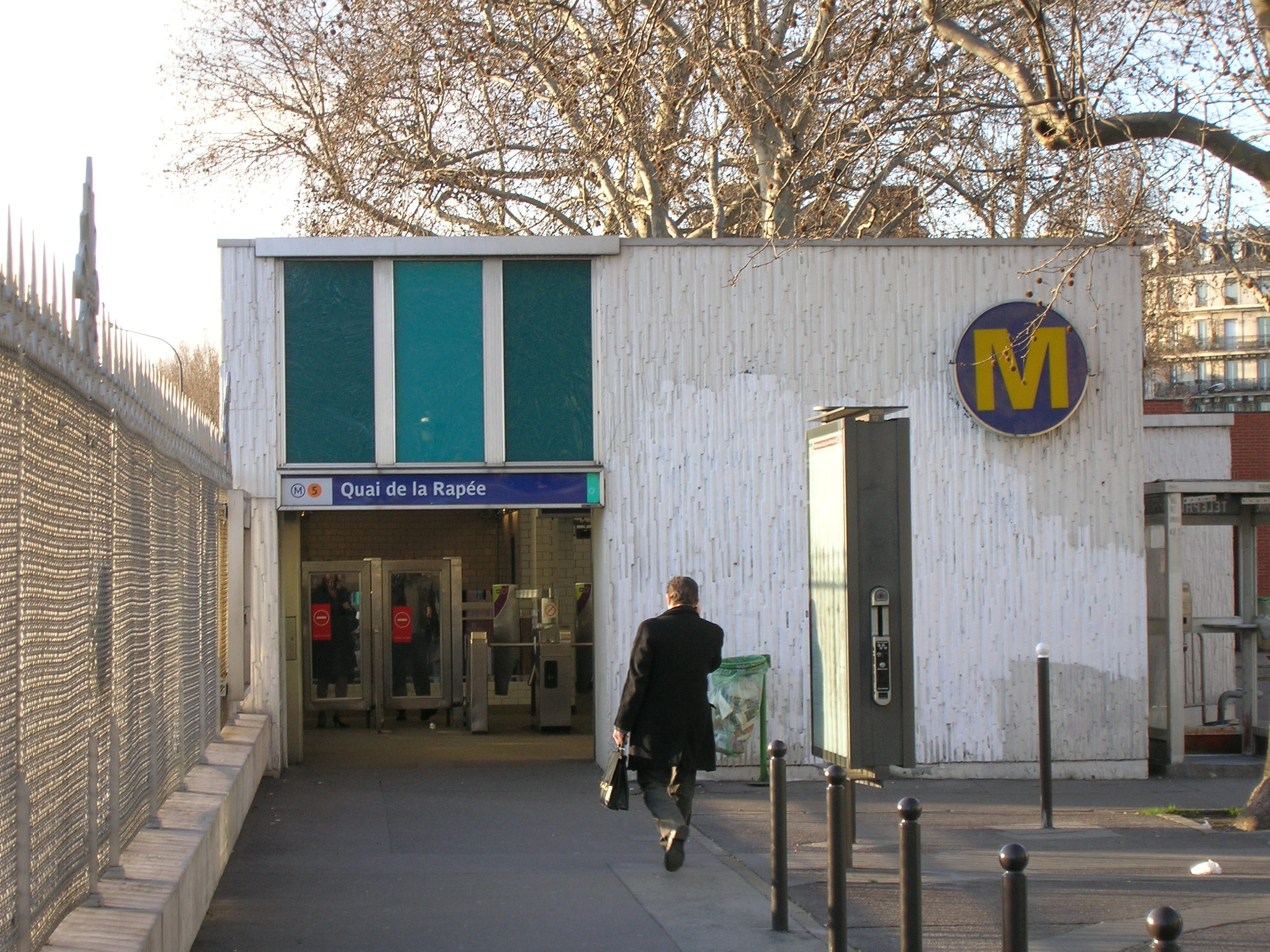
Zugangsgebäude
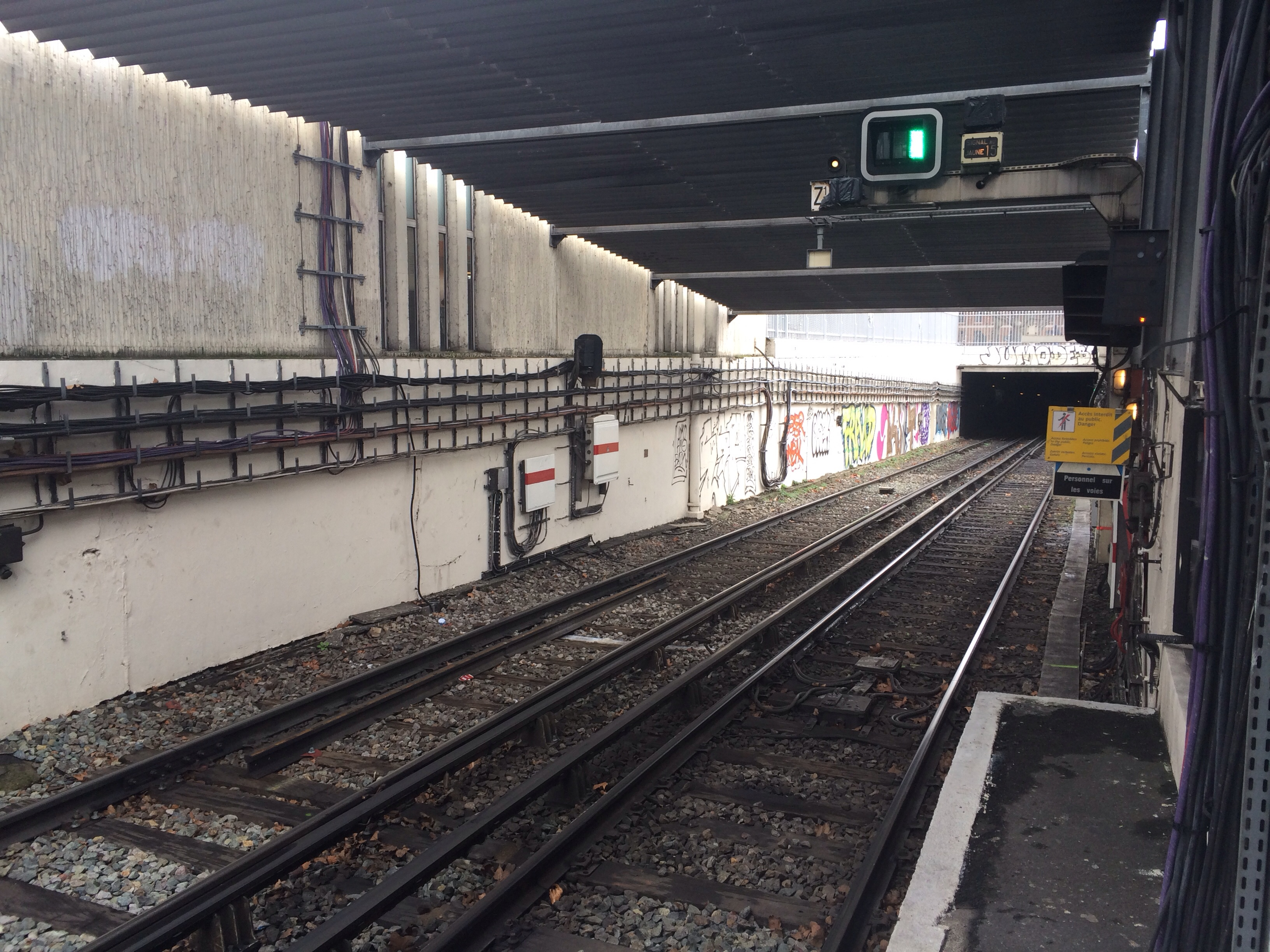
Südlicher Tunnelmund unter der Zufahrt zum Pont d’Austerlitz

## Fahrzeuge
Die Sprague-Thomson-Züge auf der Linie 5 wurden ab 1978 durch Fahrzeuge der Baureihe MF 67 ersetzt, denen ab 2011 MF 01-Züge folgten.

## Umgebung
- Bassin de l’Arsenal, ein im frühen 19. Jahrhundert gebautes Hafenbecken im Graben der ehemaligen Bastille